# Jacques Normand (författare)
Jacques Clary Jean Normand, född den 25 november 1848 i Paris, död där den 28 maj 1931, var en fransk författare. Han var måg till Joseph Autran.
Normand deltog som frivillig i fransk-tyska kriget, som gav stoff till skisserna Les tablettes d'un mobile. Utom berättelser skrev han lyrik och dramatik (L'amiral 1880; La douceur de croire 1897; en dramatisering av Maupassants novell Musotte 1891 med mera).